# Fisiculturismo nos Jogos Pan-Americanos de 2019 - Fitness feminino
A competição de fitness feminino do fisiculturismo nos Jogos Pan-Americanos de 2019 foi realizada em 10 de agosto no Coliseu Mariscal Cáceres, em Lima, no Peru. 

## Calendário
Horário local (UTC−5)
| Dia          | Horário | Fase           |
| ------------ | ------- | -------------- |
| 10 de agosto | 16:00   | Pré-julgamento |
| 10 de agosto | 17:30   | Final          |

## Medalhistas
| Ouro   | ESA Paulina Cornejo  |
| Prata  | MEX Xyomara Flor     |
| Bronze | CHI Macarena Miranda |

## Resultados

### Pré-julgamento
| Pos. | CON             | Atleta                 |
| ---- | --------------- | ---------------------- |
|      | NCA Nicarágua   | Grace Callejas         |
|      | VEN Venezuela   | Paola Ramos            |
|      | BRA Brasil      | Carla Ghislen          |
|      | BOL Bolívia     | Estefania Zabala       |
|      | JAM Jamaica     | Sherea Clarke          |
|      | ECU Equador     | Ana Lucia Falconi      |
|      | COL Colômbia    | Ana Marcela González   |
|      | PAR Paraguai    | Jessica Santacruz      |
|      | PER Peru        | Jeymmy Cárdenas        |
|      | URU Uruguai     | María Josefina Larraud |
|      | GUA Guatemala   | Paula Orellana         |
|      | CHI Chile       | Macarena Miranda       |
|      | MEX México      | Xyomara Flor           |
|      | ARG Argentina   | Silvia Rojas           |
|      | ESA El Salvador | Paulina Cornejo        |
|      | HON Honduras    | Sandra Barahona        |

### Final
Um total de 6 atletas participaram da final da prova, após a fase do pré-julgamento. 
| Pos.              | CON             | Atleta            | Pontuação |
| ----------------- | --------------- | ----------------- | --------- |
| Medalha de ouro   | ESA El Salvador | Paulina Cornejo   | 21        |
| Medalha de prata  | MEX México      | Xyomara Flor      | 26        |
| Medalha de bronze | CHI Chile       | Macarena Miranda  | 31        |
| 4                 | HON Honduras    | Sandra Barahona   | 39        |
| 5                 | VEN Venezuela   | Paola Ramos       | 44        |
| 6                 | ECU Equador     | Ana Lucia Falconi | 48        |